# Асен Красновський
Асен Красновський (болг. Асен Петров Красновски; нар. 9 вересня 1891, Пазарджик — пом. невідомо) — болгарський офіцер артилерії, генерал-лейтенант.

## Біографія
Народився 9 вересня 1891 в місті Пазарджик, Болгарія. У 1913 отримав звання підпоручника, а 2 серпня 1915 звання лейтенанта.
Під час Першої світової війни (1915–1918) служив командиром батареї, 18 вересня 1917 був підвищений до звання капітана.
6 травня 1924 отримав чин майора, а 6 травня 1928 — підполковник. У 1929 був направлений на службу до Державної військової фабрики. в 1931 закінчив технічне училище в Берліні і спеціальний курс для артилерійських офіцерів в Німеччині. З 1932 служить в артилерійській інспекції, а з 1933 був інженером артилерії. 6 травня 1935 отримав звання полковника, в тому ж році він був призначений керівником секції в технічному відділі штабу армії. З 1938 був заступником начальника Державної військової фабрики. У 1938 був призначений головою Державної військової фабрики в Сопоті.
У 1941 був підвищений до генерал-майора, а з 1942 був начальником Державної військової фабрики в Казанлаці. У 1943 був призначений тимчасовим начальником відділу постачання та технічного обслуговування, а з 1944 — начальником штабу. У 1944 був призначений на найвищу артилерійську посаду — начальник артилерії, яку займав до 14 вересня 1944, в тому ж році був звільнений зі служби.

## Сім'я
Генерал-лейтенант Асен Красновський був сином капітана Петара Красновського і молодший братом капітана Івана Красновського і підпоручник Георгі Красновського.

## Нагороди
- Орден «За хоробрість» IV ступеню (1918)
- Медаль «За бойові відзнаки та заслуги у війні» (1918)

## Військові звання
- Підпоручник (1913)
- Лейтенант (2 серпня 1915 р.)
- Капітан (18 вересня 1917)
- Майор (6 травня 1924)
- Підполковник (6 травня 1928)
- Полковник (6 травня 1935)
- Генерал-майор (1941)
- Генерал-лейтенант (6 травня 1944)

## Освіта
- Вище технічне училище в Берліні (1931)
- Спеціалізований курс для артилерійських офіцерів у Німеччині (1931)